# Reduktionssilbe
Unter einer Reduktionssilbe versteht man in der Sprachwissenschaft – besonders mit Utz Maas – eine unbetonte Nebensilbe, wie sie beispielsweise in den trochäischen deutschen Erbwörtern auftritt. In dem Wort „schreiben“ beispielsweise ist die Reduktionssilbe -en enthalten. Die betonte Silbe, die der Reduktionssilbe vorangeht, bezeichnet Maas als prominente Silbe.
Der Bezeichnung Reduktionssilbe drückt aus, dass der Vokal schwachtoniger und weniger markant ist als in einer betonten Vollsilbe. Er wird „gemurmelt“ (Bsp.: „Welle“ [ˈvɛlə], → Schwa-Laut;  „besser“ [ˈbɛsɐ], → Tiefschwa-Laut).
Noch im Althochdeutschen erschienen an den entsprechenden Positionen volltönende Silben (z. B. ahd. scrîban, scrîpan → mhd. schrīben → nhd. schreiben).

## Reduktionssilbe im Deutschen

### Standarddeutsch

#### Deutschland
Bei deutschen Sprechern sind in der Regel die einzigen Vokallaute, die in Reduktionssilben erscheinen können, das Schwa und das Tiefschwa. In Reduktionssilben, die auf Nasalkonsonanten, /l/ oder /ʀ/ enden, kann der Vokal ganz verschwinden, wie in Gabel [ˈɡaːbl̩].
Bei den meisten Sprechern ist das Repertoire der Reduktionssilben klein. Es umfasst insbesondere die folgenden Fälle:
| Reduktionssilben            | Beispielwörter                                                                             | Vokal                                            |
| --------------------------- | ------------------------------------------------------------------------------------------ | ------------------------------------------------ |
| -e, -em, -es, -est          | Torte [ˈtɔʁtə], einem [ˈaɪ̯nəm], dieses [ˈdiːzəs], spieltest [ˈʃpiːltəst]                   | Schwa ([ə])                                      |
| -er, -ern, -ert, -erst      | Bauer [ˈbaʊ̯ɐ], Federn [ˈfeːdɐn], hundert [ˈhʊndɐt], weigerst [ˈvaɪ̯ɡɐst],                   | Tiefschwa ([ɐ])                                  |
| -en, -el, -eln, -elt, -elst | Leben [ˈleːbn̩], Regel [ˈʀeːɡl̩], jodeln [ˈjoːdl̩n], fremdelt [ˈfʀɛmdl̩t], handelst [ˈhandl̩st] | kein Vokal, stattdessen ein silbischer Konsonant |

#### Schweiz
In der Deutschschweiz sind die Vokalisierung des /r/ und die silbische Aussprache von -en, -el, -em nicht verbreitet. Es bleibt also das Schwa als einziger Vokal der Reduktionssilben: Bauer [ˈbaʊ̯ər], Federn [ˈfeːdərn], hundert [ˈhʊndərt], weigerst [ˈvaɪ̯ɡərst], Leben [ˈleːbən], Regel [ˈʀeːɡəl], jodeln [ˈjoːdəln], fremdelt [ˈfʀɛmdəlt], handelst [ˈhandəlst].
Oft wird der Vokal der Reduktionssilbe gar nicht zu einem Schwa reduziert, sondern als [ɛ] oder [e] ausgesprochen: Gedanke [ɡ̊eˈd̥anke] oder [ɡ̊ɛˈd̥ankɛ].

### In deutschen Dialekten

#### Bairisch
Im Bairischen wird das Schwa regelmäßig getilgt. In Substantiven entfällt die Silbe –e entweder ganz, oder sie wird – besonders bei Feminina – durch –n ersetzt (Nosn „Nase“, Strass „Straße“, Subbn „Suppe“). Das Plural-Suffix –er wird zu –a (Kinda „Kinder“).
Adjektive lauten je nach Genus und Kasus entweder auf –a, auf –e oder auf –s aus (a gloàna Hund „ein kleiner Hund“; a gloàne Flaschn „eine kleine Flasche“; a gloàns Bià „ein kleines Bier“). Die Steigerungssuffixe lauten –a und -sdn (schiàch, schiàcha, am schiàchsdn „hässlich, hässlicher, am hässlichsten“).
Das Schwa entfällt auch in Verben. So wird das standarddeutsche Suffix –en im Bairischen zu –a oder (seltener) –an (macha „machen“, mià macha(n) „wir machen“), in Partizipien auch zu -n  (gwesn „gewesen“). Bei der ich-Form entfällt das –e (i mach „ich mache“). Wenn am Anfangsrand der Reduktionssilbe ein stimmhafter Plosiv [b], [d] oder [g] steht, entfällt nicht nur das Schwa, sondern auch dieser Plosiv (mià gem „wir geben“; mià leng „wir legen“; mià bon „wir baden“).

#### Schweizerdeutsch
Anders als im Standarddeutschen sind die schweizerdeutschen Nebensilben-Vokale nicht alle zu einem Schwa reduziert. Alle schweizerdeutschen Dialekte können auch den Auslaut -i aufweisen. So kennen Verben etwa den Auslaut –i (i[ch] machi „ich mache“ [Konjunktiv] vs. i[ch] machə „ich mache“ [Indikativ]). In Dialekten mit l-Vokalisierung tritt auch ein -u als Auslaut auf. Insbesondere die höchstalemannischen Dialekte können noch weitere Nebensilben-Vokale aufweisen, etwa auslautendes –a, oder geschlossenes –e.
Wie viele westdeutschen Varietäten führen die meisten schweizerdeutschen Dialekte die n-Apokope durch (chouffe „kaufen“; Haagge „Haken“). Wie in anderen süddeutschen Varietäten ist die Apokope des –e verbreiteter als im Standarddeutschen (Brügg/Brugg „Brücke“; Böim „Bäume“).

## Aufbau
Wie alle Silben im Standarddeutschen können Reduktionssilben 3 Elemente enthalten:
- einen Anfangsrand (Va-ter, Sil-be); in Wörtern, in denen zwischen dem Vokal der prominenten Silbe und dem der Reduktionssilbe keine Konsonanten erscheinen, hat die Reduktionssilbe keinen Anfangsrand (Bau-er).
Für die genaue Lage des Anfangsrandes siehe den Artikel Silbengrenze.
- einen Silbenkern (den Reduktionsvokal)
- einen Endrand (Ha-gel, Le-ser, läs-tern); nur die Reduktionssilbe –e hat keinen Endrand (lei-se).

## Grammatische Funktion
Die Reduktionssilbe besitzt das Potential, Wortarten und Wortformen zu unterscheiden (z. B. lese/Leser, liebe/lieber).

## Orthografische Schwierigkeit
Aufgrund der lautlichen Schwäche des Reduktionsvokals führen Reduktionssilben bei Schreibanfängern oft zu charakteristischen Problemen, besonders in Form von „Skelettschreibung“ (= Auslassung der Vokalbuchstaben) anstatt der orthografisch vorgeschriebenen Pleneschreibung (= Schreibung mit sämtlichen Vokalbuchstaben). Da die Reduktionssilben in hohem Maße stereotyp sind, werden solche Schwierigkeiten meist jedoch schnell gemeistert.
Wie Christina Noack aufgewiesen hat, wird im Unterricht oft der Fehler gemacht, die orthografisch korrekte Schreibung durch eine künstliche Schriftaussprache („Dehnsprache“, „Pilotsprache“) zu vermitteln. Dabei werden die prosodischen Verhältnisse der Sprache missachtet und die Wörter so verfremdet, dass schwache Leser sie häufig nicht mehr richtig zuordnen können.